# Desi Sangye Gyatso
Desi Sangye Gyatso (1653-1705) fue el regente del quinto Dalái lama (1617-1682), fundador de la Escuela de Medicina y Astrología en Chokpori (o 'Iron Mountain') en 1694 y escribió el  tratado (Beryl azul). El nombre se escribe a veces como Sangye Gyamtso.
Según algunas versiones, Sangye Gyatso se cree que es el hijo del quinto Dalái lama. Él gobernó como regente, ocultando la muerte del Dalái lama, mientras el bebé sexto Dalái lama alcanzaba la edad adulta, durante 16 años. Durante este período, supervisó la realización del Palacio de Potala, y también se preservó de la politiquería china. Con el tiempo, el descubrimiento de este engaño no fue tomado amablemente por el emperador Kangxi de la dinastía Qing.
También es conocido por albergar desdén por Drakpa Gyeltsen. Según Lindsay G. McCune en su tesis (2007), Desi Sangye Gyamtso refiere en su Vaidurya Serpo al Lama como el "oficial barrigón" (nang lhûg tan grod) y afirma que, a raíz de su muerte, que tuvo un auspicioso renacimiento.,

## Iron Mountain
La universidad médica en Chagpori (lchags po ri; "Iron Mountain") fue diseñada para los estudiosos monásticos quien, después de aprender artes esotéricas, de la medicina y el tantrismo, en su mayoría permanecen en el monasterio, para servir al público como haría con otros eruditos monjes y lamas. En 1916, Khenrab Norbu, médico de la 13.ª Dalái lama, patrocinó la construcción de una segunda universidad secular de la medicina y la astrología tibetana, la Mentsikhang. Mentsikhang fue diseñado como un colegio para 'laicos' quien, después de recibir capacitación, regresaba a sus zonas rurales para trabajar como médicos y educadores.

## Seis hierbas

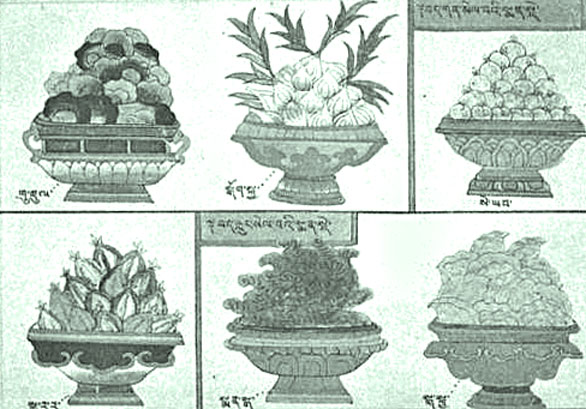
Seis hierbas medicinales comunes en el Tíbet

Seis sustancias medicinales eran de uso común en el Tíbet cuando aparecieron en el tratado Beryl azul:
- Incienso árabe (Burseraceae) (ver a la izquierda, en la esquina superior izquierda)
- Ajo mongol (ver a la izquierda, de arriba centro)
- Membrillo chino (Pseudocydonia) (ver a la izquierda, en la esquina superior derecha)
- Myrobalano indio (Terminalia chebula) (ver a la izquierda, en la esquina inferior izquierda)
- Jengibre tibetano (ver a la izquierda, inferior central)
- Sur de China Kaempferia galanga (ver en la esquina inferior derecha de la izquierda)

## Regencia
Sangye Gyatso se convirtió en regente o 'desi del Tíbet a la edad de 26 años en 1679. Tres años más tarde, en 1682, el quinto dalái lama falleció. Sin embargo, su muerte se mantuvo en secreto hasta 1696 o 1697, y el desi continuó gobernado el Tíbet. En muchos aspectos era un político muy eficiente que concluyó una guerra con Ladakh que permitió al régimen tibetano adquirir la región de Ngari en 1684. Tenía estrechos contactos con Galdan Boshugtu Khan, el principal responsable del emergente kanato de Zungaria de Asia Interior, con la objetivo de contrarrestar el papel de los mongoles Khoshut en los asuntos tibetanos. El khanes Khoshut había funcionado como protector-gobernantes del Tíbet desde 1642, pero su influencia había ido menguando desde 1655. La supuesta reencarnación del dalái lama nació en 1683 y se descubrió dos años más tarde. Fue educado en secreto en Nankhartse mientras Sangye Gyatso procedió a ocultar la muerte de su maestro. No fue sino hasta 1697 cuando el sexto dalái lama, Tsangyang Gyatso, se instaló. Esto provocó gran irritación del  Emperador Kangxi de la dinastía Qing que había sido mantenido en la oscuridad sobre el asunto, y además era un enemigo de los gobernantes Dzungar. Mientras tanto, un nuevo y ambicioso gobernante Khoshut llegó al poder, Lha-bzang Khan